# Elise Wattendorf
Elise Wattendorf (* 25. November 1961) ist eine ehemalige Schweizer Mittel- und Langstreckenläuferin.

## Werdegang
Bei den Crosslauf-Weltmeisterschaften belegte sie 1980 in Paris Platz 42 und 1981 in Madrid Platz 57.
1981 siegte sie bei der Course de l’Escalade. 1982 wurde sie über 1500 m Schweizer Hallenmeisterin und Siebte bei den Leichtathletik-Halleneuropameisterschaften in Mailand.

## Persönliche Bestzeiten
- 1500 m: 4:15,7 min, 17. Juli 1980, Paris
  - Halle: 4:20,04 min, 7. März 1982, Mailand
- 3000 m: 9:20,76 min, 15. Juni 1980, Winterthur
  - Halle: 9:44,35 min, 25. Januar 1981, Magglingen